# Hauptnachrichtenzentrale des Ministeriums für Nationale Verteidigung

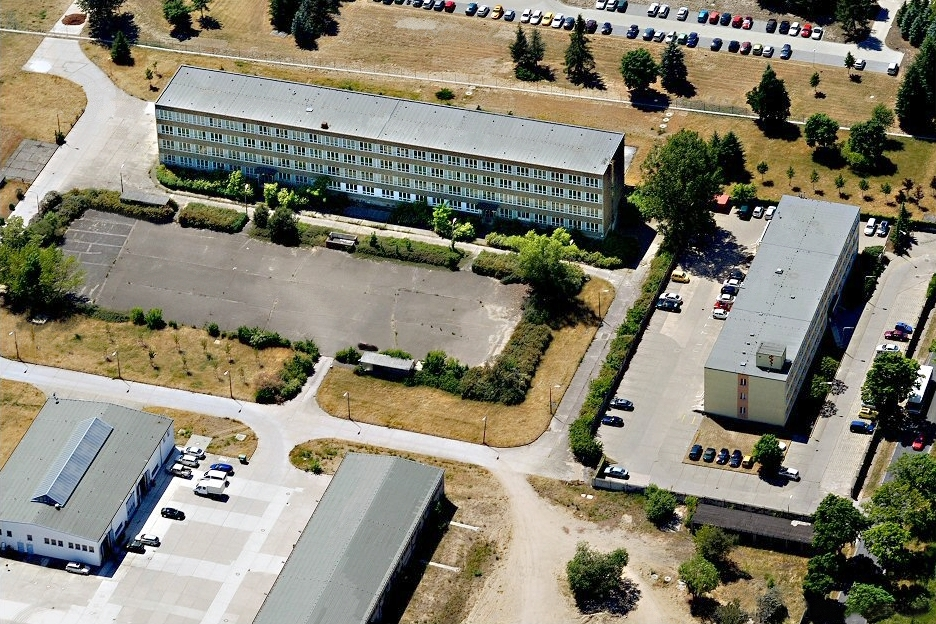
Stabsgebäude (4 Etagen-Plattenbau) der HptNZ, rechts Poliklinik des MfNV

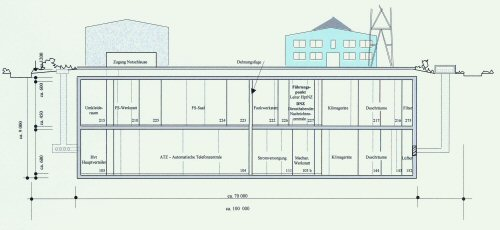
Querschnitt des Bunkers der HptNZ unter der asphaltierten Fläche Bild oben.

Die Hauptnachrichtenzentrale (HptNZ) war eine Fernmeldeeinrichtung mit Regimentsstatus des Ministeriums für Nationale Verteidigung (MfNV) bzw. des Ministeriums für Abrüstung und Verteidigung (MfAuV) der Nationalen Volksarmee der DDR. Sie war truppendienstlich dem Chef des Hauptstabes der NVA unterstellt und wurde fachlich vom Chef der Verwaltung Nachrichten im MfAuV/MfNV geführt. Sie war in Strausberg Nord in den Grenzen des MfNV disloziert.

## Auftrag
Der Auftrag der Hauptnachrichtenzentrale bestand in der Sicherstellung aller Arten von Fernmeldeverbindungen der Führung, des Zusammenwirkens, der Warnung und Benachrichtigung für das Ministerium, sein Operatives Führungszentrum sowie alle Dienststellen am Standort Strausberg. Als selbstständige Dienststelle war sie unmittelbar im Bereich der Kaserne des Ministeriums disloziert. Ihre technische Basis bestand aus den Nachrichtenbunkern Strausberg und Kagel.

## Standort, Bedeutung
Der Bunker in Strausberg wurde im Rahmen des ersten Bunkerbauprogramms der DDR in den 1970er Jahren errichtet und ging im Dezember 1979 in Betrieb. Seine offizielle Indienststellung durch den Minister für Nationale Verteidigung erfolgte am 13. Juni 1980. Der Bunker in Kagel ist der erste in der DDR gebaute Bunker aus den Jahren 1958–1962. Er ist im Laufe der Jahre mehrfach rekonstruiert worden.
Beide Bunkeranlagen stellten die Nachrichtenzentrale des MfNV – letzter Tarnname „Wostok“ – dar. Im gedeckt vorbereiteten Nachrichtensystem der NVA für den Kriegsfall nahm die Zentrale eine dominierende Rolle ein, war in alle aktive und passive Nachrichtennetze der NVA integriert und mit allen zentralen Führungsstellen verbunden.

## Hauptaufgaben
Unter Beachtung ihrer dominanten Rolle im gedeckt vorbereiteten Nachrichtenverbindungssystem für den Kriegsfall, ihrer Funktion nach als Führungsinstrument des Ministeriums für Nationale Verteidigung und ihres Zusammenwirkens im Nachrichtensystem der Teilnehmerländer des Warschauer Pakts waren die Hauptaufgaben zur Sicherstellung der Nachrichtenverbindungen formuliert und befohlen für:
- das Zusammenwirken mit dem Stab der Vereinten Streitkräfte in Moskau,
- den Empfang von Signalen Monument aus dem Alarmierungssystem des Stabes der Vereinten Streitkräfte,
- das Zusammenwirken mit den Generalstäben der Armeen der Teilnehmerstaaten des Warschauer Vertrages,
- das Zusammenwirken mit dem Stab der Westgruppe der Sowjetischen Streitkräfte in Deutschland in Wünsdorf bei Zossen,
- das Zusammenwirken mit den zentralen Organen der Regierung der DDR: dem Zentralkomitee der SED, Ministerrat, Ministerium für Innere Angelegenheiten, Ministerium für Staatssicherheit, Hauptverwaltung Zivilverteidigung und der Gesellschaft für Sport und Technik der DDR,
- die Führung der NVA Teilstreitkräfte mit dem
  - Kommando Landstreitkräfte sowie den Kommandos Militärbezirk III und Militärbezirk V
  - Kommando LSK/LV
  - Kommando Volksmarine
  - Kommando Grenztruppen
- Zivilverteidigung der DDR,
- das Operative Führungszentrum des Ministeriums für Nationale Verteidigung,
- alle Dienststellen am Standort Strausberg,
- alle Gästehäuser des Ministeriums für Nationale Verteidigung,
- die Sicherstellung von Nachrichtenverbindungen während der Durchführung von Manövern, Truppenübungen, Truppeninspektionen, Urlaubsaufenthalten des Ministers und von Stellvertretern des Ministers, gesellschaftlichen Höhepunkten in Strausberg und Berlin (Ehrenparaden) sowie zu anderen Maßnahmen.

In Umsetzung und Erfüllung dieser Aufgaben war die Hauptnachrichtenzentrale (HptNZ) des MfNV in alle Nachrichtennetze (u. a.: das Führungsnetz, Schmalbandrichtfunknetz, Not- und Havariefernsprechnetz, die Netze der Teilstreitkräfte usw. wie auch das Troposphären-Nachrichtensystem „BARS“) integriert, betrieb Nachrichtenverbindungen zu einer Vielzahl von Nachrichtenzentralen (u. a. Hauptführungsstelle des MfNV Bunker Harnekop, dem Bunker Komplex 5000, dem Operativen Rechenzentrum der NVA, der Nachrichtenzentrale „RANET“ der Gruppe der Sowjetischen Streitkräfte in Deutschland, mit den Troposphärenfunkzentralen 301, 302 und 303, dem Hauptgefechtsstand Tessin der Volksmarine der DDR).

## Vorbereitung der Deutschen Einheit
In Vorbereitung der Herstellung der Einheit Deutschlands wurden im Jahr 1990 direkte Sprach-/Datenkommunikationsverbindungen zwischen dem Ministerien für Abrüstung und Verteidigung der DDR in Strausberg und dem Bundesministerium der Verteidigung (BMVg) in Bonn hergestellt, gehalten und betrieben. Dem voraus gingen Gespräche des Leiters Hauptnachrichtenzentrale am 4. Mai 1990 im BMVg in Bonn mit Vertretern der Stabsabteilung VII, Fernmeldedienste. 
Das betraf sowohl eine offene Fernsprech- als auch eine VS-GEHEIM-Fernschreibverbindung mit dem Chiffriergerät T-310/50. Die zuletzt genannte Verbindung bestand nur über den Zeitraum von vier Wochen. Ein entsprechender Gerätesatz wurde von Angehörigen der Hauptnachrichtenzentrale nach Rheinbach zum damaligen Amt für Fernmelde- und Informationssysteme der Bundeswehr (AFmISBw) in der Tomburg-Kaserne überführt, installiert und in Betrieb genommen.

## Struktur
Die Hauptnachrichtenzentrale hatte den Status eines Nachrichtentruppenteils oder auch Nachrichtenregimentes, weil sie der Ebene eines allgemeinen Regimentes gleichgestellt war. Ihre Bataillone im taktischen Sinne waren die einzelnen als Zentralen bezeichneten Elemente. Offiziell wurde die Hauptnachrichtenzentrale des Ministeriums für Nationale Verteidigung der DDR den zentralen Einrichtungen des Ministeriums zugeordnet und war direkt unterstellt.

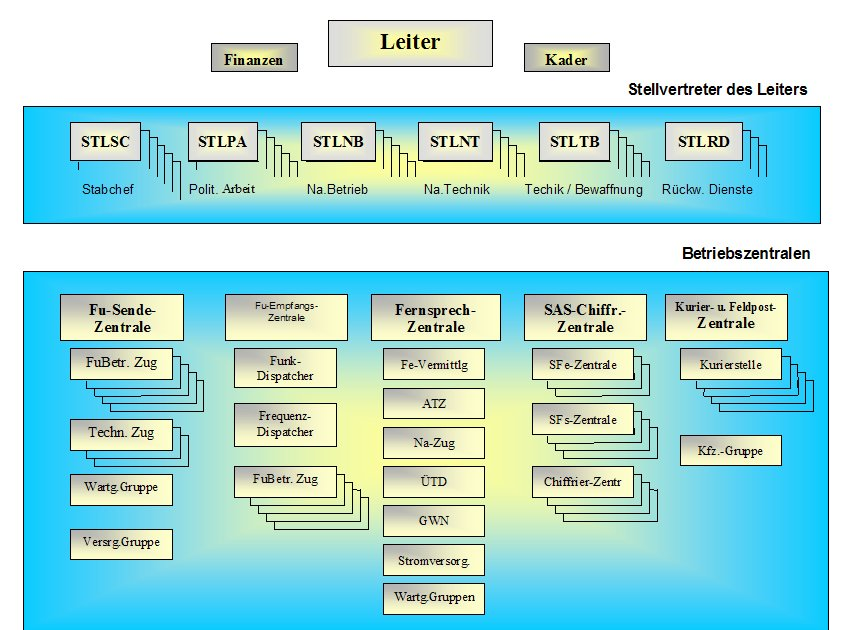
Struktur der Hauptnachrichtenzentrale

Den Besonderheiten eines Nachrichtentruppenteils angepasst waren die Bezeichnungen für die Führung, die Stellvertreter und ihre Bereiche sowie die einzelnen Zentralen, die entsprechend ihrer technischen Ausrüstung spezifische Aufgaben zu erfüllen hatten. Mit den ihnen zugeordneten Elementen, Gruppen und Besatzungen sicherten sie das Herstellen, Halten und Betreiben von Nachrichtenverbindungen, sowie parallel dazu den Informationsaustausch für das Ministerium für Nationale Verteidigung als Operativ Technischer Dienst. Integriert in den Stellenplan- und Ausrüstungsnachweis des Truppenteils war das Personal für die Nachrichtenzentrale im Jagdschloß Hubertusstock, welches die Zentrale rund um die Uhr im Schichtdienst bediente, und des Führungszuges des MfNV. Die technischen Einrichtungen selbst gehörten zum Grundmittelbestand das Jagdhauses. Investitionen, technische Wartungen und Instandsetzungen erfolgten durch die Hauptnachrichtenzentrale.  
In Vorbereitung und Durchführung politischer Höhepunkte im Jagdschloß Hubertusstock wurde das Betriebspersonal der HptNZ durch Angehörige des Ministeriums für Staatssicherheit ersetzt.

## Entwicklung
Ihre Entwicklung vollzog sich in Abhängigkeit von der des Ministeriums für Nationale Verteidigung, da ihre Aufgabe von jeher darin bestand die Nachrichtensicherstellung für die Armeeführung zu gewährleisten.
- 1949 Formierung einer Nachrichtenzentrale beim Stab der Hauptverwaltung Ausbildung (HVA) Berlin-Wilhelmsruh
- 1951 Bildung der Nachrichtenleitstelle der HVA beim Ministerium des Innern der DDR in Berlin-Adlershof
- 1954 Formierung des „Nachrichtenknotenpunktes“ beim Hauptstab der Kasernierten Volkspolizei (KVP) der DDR in Strausberg
- 1956 Schaffung der „Nachrichtenbetriebsabteilung“ des Ministeriums für Nationale Verteidigung der DDR
- 1961 Bildung der Funkempfangs- und Funksendezentrale aus dem bestehenden Funkamt
- 1969 am 1. Mai Bildung der „Hauptnachrichtenzentrale“ des Ministeriums für Nationale Verteidigung der DDR
- 1979 Dezember, erste Elemente der Nachrichtenzentrale nehmen ihre Arbeit im neuen Bunker auf
- 1986 Übernahme der Truppenfahne und 1988 Auszeichnung mit dem Titel „Bester Truppenteil“
- 1990 im Mai, Herstellung der ersten direkten Sprach-/Datenkommunikation zum BMVg in Bonn
- 1990 Oktober, Überführung in die Bundeswehr

Die Hauptnachrichtenzentrale wurde am 3. Oktober 1990 in das Amt für Fernmelde- und Informationssysteme der Bundeswehr – Außenstelle Ost im Bundeswehrkommando Ost überführt. Bis Mitte der 1990er Jahre wurden die Fernsprechvermittlungseinrichtungen des Bunkers in Strausberg genutzt, danach erfolgten der Ausbau der Technik, die Entkernung des Bauwerkes und der Verschluss im Jahre 2002. Der Bunker in Kagel wurde nach seiner Räumung privatisiert.